# 基本单位 (数论)
在代数数论，基本单位，是数域中代数整数环的生成元（即模单位根），可理解为单位群模其扭子群是个无限循环群。狄利克雷单位定理表明：rank=1的有实二次域，复三次域，完全四元数域。
随时代发展，当对rank ≥1*基本单位也被有些作者叫基本单位系，rank=1时的才基本单位，这只是基本单位系的一个系元.

## 实二次域
实二次域{\displaystyle K=\mathbf {Q} ({\sqrt {d}})}（d无平方因子），如果Δ表示代数数域K的判别式，则基本单位是：
{\displaystyle \epsilon ={\frac {a+b{\sqrt {\Delta }}}{2}}}
其中 (a, b) 是下面佩尔方程的最小正整数解
{\displaystyle x^{2}-\Delta y^{2}=\pm 4}
上面的佩尔方程可通过{\displaystyle {\sqrt {\Delta }}}的连分数展开获得。这个不定方程现在得出一些结论：
- {\displaystyle {\sqrt {\Delta }}}连分数展开是奇周期的。
- 有概率表明Δ如果能整除一个3mod4的同余的素数，那麽K有範为-1的单位概率较大。如d=34就为反例，1990年，Peter Stevenhagen 提出个概率模型，专找反例。特别的，当 Δ < X ，对如果能整除一个3mod4的同余的素数的D(X)，其共轭D−(X)有範为-1的单位概率为[3]：

{\displaystyle \lim _{X\rightarrow \infty }{\frac {D^{-}(x)}{D(x)}}=1-\prod _{j\geq 1{\text{ odd}}}\left(1-2^{-j}\right).}。
也就是这种特例下有42%反例，至2012年3月，最近对这个猜想的结果
为可有33％~59％的反例。

## 三次域
如果“K”是只有一个实嵌入的复三次域，且在嵌入中基本单位ε赋值满足|ε| > 1 ，判别式赋值|Δ| ≥ 33， 则：
{\displaystyle \epsilon ^{3}>{\frac {|\Delta |-27}{4}}.}
例：{\displaystyle \mathbf {Q} ({\sqrt[{3}]{2}})}基本单位的{\displaystyle 1+{\sqrt[{3}]{2}}+{\sqrt[{3}]{2^{2}}}} 的三次方≈ 56.9, ，判别式= −108 
则：
{\displaystyle {\frac {|\Delta |-27}{4}}=20.25.}

## 脚注
1. ↑  Alaca & Williams 2004，§13.4
2. ↑  Neukirch 1999，Exercise I.7.1
3. ↑  Stevenhagen 1993，Conjecture 1.4
4. ↑  Fouvry & Klüners 2010
5. ↑  Alaca & Williams 2004，Theorem 13.6.1